# Spalacinae
Spalacinae підродина мишоподібних (Rodentia) ссавців з родини сліпакових (Spalacidae). Тварини живуть у Східній Європі та Західній і Центральній Азії.
Spalacinae належать до родини Spalacidae (інші підродини: Myospalacinae та Rhizomyinae), але вони досить унікальні, щоб їх виділили в окрему підродину Spalacinae. Інші погляди на таксономію вважають Spalacinae єдиними представниками Spalacidae, а інші підродини відносять до повних родин. Інші автори об'єднують усіх членів надродини Muroidea в одну родину Muridae. Деякі вчені вважають, що всі види Spalacinae належать до одного роду Spalax, але останні дослідження вказують на глибоку розбіжність між обома лініями, починаючи з пізнього міоцену, підтверджуючи їх як різні роди.
Spalacinae справді сліпі. Їхні дуже малі очі повністю вкриті шаром шкіри. На відміну від багатьох інших рийних гризунів, Spalacinae не мають збільшених передніх кігтів і, схоже, не використовують передпліччя як основний інструмент для копання. Копання здійснюється майже виключно потужними передніми зубами, які відокремлені від решти рота клаптем шкіри. Коли Spalacinae закриває пащу, його різці залишаються зовні. Spalacinae, можливо, еволюціонували від Spalacidae, які використовували свої передні кінцівки для копання, оскільки їхні відростки олекранону великі порівняно з рештою їхніх рук. Відросток локтевого відростка є частиною ліктьової кістки, де прикріплюються м’язи, і тварини, які риють, зазвичай мають збільшені відростки локтевого відростка, щоб забезпечити велику поверхню для прикріплення великих і потужних м’язів.
Оскільки вони абсолютно сліпі, вони були важливими лабораторними тваринами в тестах на те, як функціонують очі та очні білки. Попри те, що сліпі землекопи мають лише атрофовані підшкірні очі і незрячі, їхній добовий ритм зберігається. Кілька публікацій, таких як Avivi та ін., 2002, довели, що циркадні гени, які контролюють біологічний годинник, експресуються подібним чином, як у зрячих надземних ссавців.